# Northrop Grumman EA-6B Prowler
Northrop Grumman (tidligere Grumman) EA-6B Prowler er et tomotors fly designet til taktisk elektronisk krigsførelse (EK), primært elektronisk angreb. Flyet er baseret på A-6 Intruder-flystellet.
EA-6A var den oprindelige EK-version af A-6 benyttet af United States Marine Corps i 1960'erne. Udviklingen af den mere avancerede EA-6B begyndte i 1966. En EA-6B-besætning består af en pilot og op til tre elektronisk krigsførelsesoperatører, selvom det ikke er unormalt kun at benytte to EK-operatører på missioner. Flyet kan medbringe antiradarmissiler (ARM), såsom AGM-88 HARM-missilet.
Prowleren har været i tjeneste i USA's forsvar siden 1971. Flyet har fløjet utallige missioner med henblik på at jamme fjendtlige luftforsvarssystemer og indhente elektroniske efterretninger. Da US Air Force i 1998 udfasede EF-111 Raven EK-flyet var EA-6B det eneste dedicerede taktiske EK-fly til rådighed for det amerikanske forsvar frem til flåden introducerede EA-18G Growler i 2009. Den sidste operative udsendelse med US Navy var i november 2014 og det sidste fly blev endeligt trukket ud af tjenesten i juni 2015.

## Udvikling

### Begyndelsen
EA-6A "Electric Intruder" blev udviklet til U.S. Marine Corps i 1960'erne for at erstatte dets aldrende EF-10B Skyknights. EA-6A var en modificeret version af det oprindelige A-6 Intruder-flystel, med en pilot og en operatør til flyets EK-udstyr. EA-6A blev benyttet af tre eskadriller i USMC under Vietnamkrigen. I alt byggede man 27 EA-6As, hvoraf de første 12 var ombyggede A-6 Intruders og de resterende var nybyggede. Størstedelen af disse EA-6A blev udfaset i 1970'erne, mens de sidste to eskadriller blev benyttet af US Navy frem til 1990'erne som realistiske elementer i øvelser hvor egne styrker kunne opleve jamming. EA-6A var i bund og grund et midlertidigt fly indtil det nyere og mere avancerede EA-6B kunne blive designet og bygget.
EA-6B var et betydeligt ændret og mere avanceret fly hvor udviklingen begyndte i 1966 som en erstatning for den aldrende EKA-3B Skywarriors brugt i US Navy. Den forreste del af flystellet blev forstærket hvorved cockpittet kunne udvides til at omfatte yderligere to EK-operatørpositioner samt installationen af en antenne og avionik installeret på toppen af flyets halefinne. Grumman blev tildelt en 12,7 millioner USD kontrakt for udviklingen af en prototype af EA-6B den 14. november 1966. Prowleren havde sin jomfruflyvning den 25. maj 1968 og indgik i aktiv tjeneste i juli 1971. De første 3 prototyper af EA-6Bs var ombyggede A-6A, og to yderligere to prototyper blev bygget. I alt byggede man 170 EA-6B produktionsmodeller og produktionsperioden strakte sig fra 1996 til 1991.
EA-6B Prowler er drevet af to turbojetmotorer, men kan ikke bryde lydmuren. På grund af flyets mange EK-systemer, alder og mange mindre udstyrsopgraderinger er det betragtet som ganske vedligeholdelsestungt. Selvom flyet er designeret som et EK-fly er det også i stand til at angribe en række land- og skibsbaserede mål ved hjælp af antiradarmissiler. Derudover er EA-6B i stand til at indhente elektroniske efterretninger om radar og kommunikationsnetværk.
EA-6B Prowler har fået en lang række opgraderinger i løbet af sin levetid. Den første større opgradering blev betegnet "expanded capability" (EXCAP) i 1973. så kom "improved capability" (ICAP) i 1976 og ICAP II i 1980. ICAP II-opgraderingen giver EA-6B i stand til at affyre forskellige antiradarmissiler.

### Advanced Capability EA-6B
Advanced Capability EA-6B Prowler (ADVCAP) var et udviklingsprogram der skulle forbedre flyet flyveevne, dets avionik og EK-systemer. Intentionen var at opgradere alle EA-6B til ADVCAP, men programmet blev skrottet i finansåret 1995 på grund af konkurrencen om de begrænsede midler mellem de forskellige programmer der skulle finansieres under forsvarsministeriet.
ADVCAP-programmet blev startet i 1980'erne og var delt op i i tre forskellige faser:
- Fuld-skala udvikling (FSD)
- Vehicle Enhancement Program (VEP)
- Avionics Improvement Program (AIP).

FSD skulle integrere det nye AN/ALQ-149 EK-system. Til dette benyttede man en lettere modificeret EA-6B. VEP ændrede forskellige uhensigtsmæssigheder til flyets flyveevne, især flyets vertikale bevægelser i luften. Andre rettelser omfattede blandt andet:
- Forkanten af vingerne (forbedring af stabiliteten i flyveretningen)
- Krængeror (forbedret kontrol over flyet ved langsom flyvning)
- Ombyggede kanter på vingerne (kompensation for den øgede vægt i forbindelse med ombygningen)
- Yderligere to pyloner under vingerne (kun til AN/ALQ-99)
- Nye J52-P-409 motorer (forøgede fremdriften med 8,9& kN per motor)
- Nyt digitalt avionik

Modifikationer betød, at flyets vægt steg med 910 kg og ændrede flyets tyngdepunkt lidt agter i forhold til den oprindelige version. I de tidligere modeller, når man benyttede en høj indfaldsvinkel, ville flyets tyngdepunkt også blive ændret efterhånden som flyets brændstoftanke blev tømt og dermed skabe en større ustabilitet i flyveegenskaberne. Resultatet af opgraderingerne viste væsentlige forbedrede flyveegenskaber og at det ændrede tyngdepunkt havde en minimal negativ effekt på flyets stabilitet.
AIP prototypen repræsenterede den endelige ADVCAP-konfiguration, hvor man inkorporerer alle modifikationerne fra FSD og VEP samt en helt ny avionikpakke med multifunktionsdisplay til alle besætningsmedlemmer, et head-up display til piloten, et kombineret GPS/Inertinavigationssystem. Den første fælles testfase mellem producenten og US Navy viste systemet fungerede, men havde nogle få mindre problemer.
Efter programmet blev annulleret, blev de tre fly, der var testplatforme for opgraderingen henstillet på lager indtil 1999, hvor de alle tre blev skilt ad, hvorefter man kunne samle et enkelt fly som fik øgenavnet "FrankenProwler". Flyet returnerede til aktiv tjeneste den 23. marts 2005.

### Improved Capability (ICAP)
Northrop Grumman indgik en kontrakt med US Navy for leveringen af nyt EK-udstyr til Prowler-eskadrillerne. Hjørnestenen af ICAP III-systemet består af ALQ-218 modtageren samt nyt software der giver systemerne større præcision i erkendelse og stedbestemmelse af eventuelle trusler og mål. ICAP III er også udstyret med datanetværk såsom Link 16. De tilbageværende EA-6B Prowlere er ICAP II-versionen.

## Design
Flyet er designet til brug fra hangarskibe og fremskudte baser og har et fuldt integreret EK-system og kan operere i alt slags vejr. Andet avionik er desuden placeret i et apparatrum og kanister på halefinnen. Flyet er det primære taktiske EK-fly brugt af US Marine Corps og tidligere af NS Navy. EA-6Bs primære opgave er at støtte angrebsfly ved at forstyrre fjendens elektromagnetiske aktiviteter. Sekundære missioner kan være at indhente elektroniske efterretninger i en kampzone eller at nedkæmpe fjendtlige radarstationer med antiradarmissiler.
Prowleren har en besætning på fire mand, en pilot og op til tre EK-operatører (Electronic Countermeasures Officer (ECMOs)). Motorerne er to Pratt & Whitney J52-P-408A turbojetmotorer, der giver flyet en marchhastihhed på 418 knob og en tophastighed på 556 knob med en rækkevidde på op til 1.840 km).
Særprægede designs inkluderer den asymmetriske tankprobe til lufttankning som ser ud til at være bøjet til højre. Flyets vinduer har en guldbelægning som beskytter besætningen og udstyret mod de elektromagnetiske udsendelser som EK-udstyret udsender.

## Operativ historie
EA-6B indgik i aktiv tjeneste ved Fleet Replacement Squadron VAQ-129 i september 1970, og Tactical Electronic Warfare Squadron 132 (VAQ-132) blev den første operative eskadrille i juli 1971. Denne eskadrille fik sin første operative udsendelse til Vietnamkrigen allerede 11 måneder senere om bord på USS America (CVA-66), efterfulgt af VAQ-131 på USS Enterprise (CVN-65) og VAQ-134 på USS Constellation (CVA-64).
Under Vietnamkrigen fløj to eskadriller af EA-6B Prowlere 720 støttemissioner for amerikanske angrebsfly og B-52 Stratofortress bombefly. Under invasionen af Grenada i 1983 støttede fire Prowlere landsætningen fra USS Independence (CV-62). Efter kapringen af Achille Lauro på den 10. oktober 1985 støttede Prowlere fra USS Saratoga (CV-60) med at spore den Boeing 737 fra EgyptAir som 4 af gidseltagerne var flygtet med.
I Operation El Dorado Canyon jammede Prowlere det libyske luftforsvar. Prowlere fra USS Enterprise (CVN-65) jammede de iranske luftovervågningsradarer, antiluftskyts og kommunikationssystemer under Operation Praying Mantis den 18. april 1988.
I alt var 39 EA-6B Prowlere var involveret i Operation Desert Storm, 27 from seks forskellige hangarskibe og 12 fra marinekorpsets baser i nabolandene. I løbet af de i alt 4.600 timer i luften affyrede Prowlerne over 150 HARM-missiler. Flådens Prowlere fløj 1.132 missioner mens marinekorpsets fly fløj 516 uden tab.
Da EF-111 Raven blev pensioneret fra US Air Force i 1998, var EA-6B den eneste taktiske jammerfly i det amerikanske forsvar. indtil US Navy introducerede EA-18G Growler i 2009. EA-6B har deltaget i næsten alle større amerikanske militære engagementer siden 1972 og deltager ofte som støtte til det amerikanske luftvåbens missioner.
I 2001, var der 124 Prowlere tilbage i tjeneste fordelt på 12 flåde-, 4 marinekorps, samt 4 eskadriller der skal støtte US Airforce operationer. Det amerikanske militær blev pålagt en række besparelser og en undersøgelse foretaget af Joint Chiefs of Staff (JCS) anbefalede at man skulle udfase EF-111 Raven, da man ville sænke antallet af fly der udførte den præcis samme opgave. Denne beslutning førte til at det amerikanske forsvarsministerium oprettede fire Prowler-eskadriller til støtte for luftvåbnet.
I 2009 begyndte strukturen omkring flådens EA-6B Prowlere at ændre organisationen til at kunne modtage EA-18G Growler, et nyt elektronisk krigsførelses-fly som er en variant F/A-18F Super Hornet. Alle flådens aktive eskadriller, undtaget en, var baseret på Naval Air Station Whidbey Island. VAQ-136 var udstationeret på Naval Air Facility Atsugi i Japan. VAQ-209, er en Navy reserve-eskadrille udstationeret på Naval Air Facility Washington, Maryland. Alle Marinekorpsets EA-6B eskadriller er placeret på Marine Corps Air Station Cherry Point, North Carolina.
I 2013, planlagde US Navy at flyve med EA-6B frem til 2015, mens Marinekorpset forventer at udfase Prowleren i 2019. Flyets sidste udsendelse med flåden var om bord på USS George H. W. Bush (CVN-77) i november 2014, med VAQ-134. Den sidste operative flyvning i flåderegi fandt sted den 27. maj 2015.

### Operationer i Afghanistan, Irak og Syrien
Ifølge rapporter fra 2007, har man haft indsat Prowlere i anti-IED-operationer i konflikten i Afghanistan i adskillige år med den opgave at jamme de områder i det elektromagnetiske spektrum som mobiltelefoner, garagedørsåbnere og andre ting der benyttes som detonatorer for improviserede sprængladninger. Yderligere to Prowler-eskadriller var baseret i Irak og havde den samme mission. Ifølge Chuck Pfarrers bog SEAL Target Geronimo, blev en EA-6B benyttet til at jamme pakistanske radarsystemer og assistere de to 2 MH-60 Black Hawk stealthhelikoptere og 2 Chinook helikoptere under operation Operation Neptune Spear hvor man angreb Osama Bin Laden. Det amerikanske forsvarsministerium har anfægtet flere aspekter af bogen, men har aldrig nævnt EA-6B specifikt.
Marinekorpsets Prowler-eskadriller indledte operationer mod Islamisk Stat over Irak i juni 2014 som gik over i Operation Inherent Resolve i august samme år. Prowlerne var de første fly der gik ind i Syrien og opklarede det elektromagnetiske billede og støttede en forskellige missioner for koalitionens fly. I januar 2015 havde de fem fly i VMAQ-4 fløjet over 800 timer i over 110 missioner i begge lande, inklusiv støtte til den irakiske hær. Marinekorpsets Prowlere har endnu ikke afleveret våben selv og det er endnu ikke offentliggjort hvor flyene er udstationeret.

## Brugere
EA-6B Prowleren benyttes af U.S. Marine Corps og tidligere af Navy.

### US Marine Corps-eskadriller
De eneste eskadriller i Marinekorpset der benytter EA-6B er VMAQ-eskadrillerne. Hver af de fire eskadriller består af fem fly og er alle som udgangspunkt landbaserede, selvom de har kapaciteten til at lande og lette fra et amerikansk hangarskib, og har gjort det før.
I 2013 blev VMAQ-1 konverteret fra en aktiv til en træningseskadrille da US Navy omstilte sin træning fra Prowler til Growler. Eskadrillen modtog sine første Growler-elever i oktober 2013 og man fløj sine første øvelsesflyvninger i april 2014.
| Eskadrille | Logo | Kælenavn      | Senior Command                   | Flyvestation          |
| ---------- | ---- | ------------- | -------------------------------- | --------------------- |
| VMAQT-1    |      | Banshees      | MAG-14, 2nd Marine Aircraft Wing | MCAS Cherry Point, NC |
| VMAQ-2     |      | Death Jesters | MAG-14, 2nd Marine Aircraft Wing | MCAS Cherry Point, NC |
| VMAQ-3     |      | Moon Dogs     | MAG-14, 2nd Marine Aircraft Wing | MCAS Cherry Point, NC |
| VMAQ-4     |      | Seahawks      | MAG-14, 2nd Marine Aircraft Wing | MCAS Cherry Point, NC |

I 2008 undersøgte Marinekorpset hvorvidt det var muligt at bruge F-35 Lightning II i en EK-rolle til at erstatte deres Prowlere. Efter planen skal Marinekorpsets begynde at udfase deres EA-6B i 2016 og muligvis erstatte det med med et "Marine Air-Ground Task Force Electronic Warfare" (MAGTF-EW) koncept, som betyder at korpset for behov for en højtflyvende drone der kan holde sig i området i lang tid og kan medbringe nogle af de kapaciteter som Prowleren havde.

### US Navy-eskadriller
I US Navy var en Prowler-eskadrille benævnt Tactical Electronic Warfare Squadron, og bestod af fire EA-6B Prowlere. En Navy Electronic Attack-eskadrille havde designationen "VAQ" (V-flyvemaskine, A-angreb, Q-elektronisk). De fleste VAQ-eskadriller var hangarskibsbaserede, mens et antal blev betegnet som "ekspeditionseskadriller", og kunne udsendes til flybaser i udlandet. Tabellen er en oversigt over de eskadriller der har tidligere har benyttet Prowleren. Eskadrillerne er nu alle overgået til at benytte efterfølgeren, EA-18G Growler, i stedet.
| Eskadrille | Kælenavn      | Prowler-periode | Flyvestation                           |
| ---------- | ------------- | --------------- | -------------------------------------- |
| VAQ-129    | Vikings       | 1970-2008       | NAS Whidbey Island                     |
| VAQ-130    | Zappers       | 1975–2011       | NAS Whidbey Island                     |
| VAQ-131    | Lancers       | 1971-2014       | NAS Whidbey Island                     |
| VAQ-132    | Scorpions     | 1971–2009       | NAS Whidbey Island                     |
| VAQ-133    | Wizards       | 1971-2014       | NAS Whidbey Island                     |
| VAQ-134    | Garudas       | 1972-2015       | NAS Whidbey Island                     |
| VAQ-135    | Black Ravens  | 1973–2010       | NAS Whidbey Island                     |
| VAQ-136    | Gauntlets     | 1973–2012       | NAS Whidbey Island                     |
| VAQ-137    | Rooks         | 1973–2012       | NAS Whidbey Island                     |
| VAQ-138    | Yellowjackets | 1976–200        | NAS Whidbey Island                     |
| VAQ-139    | Cougars       | 1983–2011       | NAS Whidbey Island                     |
| VAQ-140    | Patriots      | 1985-2014       | NAS Whidbey Island                     |
| VAQ-141    | Shadowhawks   | 1987–2009       | Naval Air Facility (NAF) Atsugi, Japan |
| VAQ-142    | Gray Wolves   | 1988-2014       | NAS Whidbey Island                     |
| VAQ-209    | Star Warriors | 1977–2013       | NAS Whidbey Island                     |

## Større uheld
Selvom ingen Prowlere er blevet tabt i kamp er næsten 50 af de 170 gået tabt i forskellige uheld frem til 2013 I 1998, offentliggjorde de amerikanske myndigheder et mindesmærke ved Naval Air Station Whidbey Island for de 44 besætningsmedlemmer der har mistet livet i EA-6B flyulykker.
- Den 26. maj 1981 forulykkede et USMC EA-6B på landingsdækket på USS Nimitz (CVN-68) og forårsagede en ildebrand hvor 14 besætningsmedlemmer mistede livet og yderligere 45 blev kvæstet.[45][46] Prowleren var ved at løbe tør for brændstof efter at have fejlet sit første landingsforsøg og styrtede. Den efterfølgende eksplosion og brand beskadigede 11 andre fly.[47]
- En Prowler fra Marinekorpsets VMAQ-2-eskadrille forårsagede katastrofen ved svævebanen i Cavalese den 3. februar 1998, hvor flyet ved et uheld ramte kablerne på en svævebane i Italien under en lavgående flyvning i et bjergrigt område hvorved 20 personer mistede livet.
- Den 10. november 1998, kolliderede et EA-6B fra flåden med et parkeret Lockheed S-3 Viking under natlandingsøvelser om bord på USS Enterprise (CVN-65) hvorved de fire besætningsmedlemmer mistede livet.[48]